# Leiophron helopeltidis
Leiophron helopeltidis är en stekelart som först beskrevs av Ferriere 1925.  Leiophron helopeltidis ingår i släktet Leiophron och familjen bracksteklar. Inga underarter finns listade i Catalogue of Life.